# Sedmé nebe (seriál)
Sedmé nebe (v anglickém originále 7th Heaven) je americký dramatický televizní seriál, jehož autorkou je Brenda Hampton. Premiérově byl vysílán v letech 1996–2007, zpočátku na stanici The WB, následně na The CW (od 2006). Celkově bylo natočeno 243 dílů v jedenácti řadách.

## Příběh
Seriál sleduje život křesťanské rodiny Camdenových, žijící ve fiktivním kalifornském městečku Glenoak. Otec Eric, působící jako místní reverend, a jeho žena Annie, matka v domácnosti, se potýkají s pěti (po narození dvojčat se sedmi) dětmi nejrůznějšího věku.

## Obsazení
| Stephen Collins     | reverend Eric Camden                                       |
| Catherine Hicks     | Annie Camdenová                                            |
| Barry Watson        | Matt Camden (1.–6. řada, jako host v 7.–10. řadě)          |
| David Gallagher     | Simon Camden (1.–8. a 9.–10. řada, jako host v 8. řadě)    |
| Jessica Biel        | Mary Camdenová (1.–8. řada, jako host v 7., 8. a 10. řadě) |
| Beverley Mitchell   | Lucy Camdenová                                             |
| Mackenzie Rosman    | Ruthie Camdenová                                           |
| pes Happy           | Happy                                                      |
| Chaz Lamar Shepherd | John Hamilton (4.–5. řada, jako host v 1.–3. řadě)         |
| Maureen Flannigan   | Shana Sullivanová (4. řada, jako host ve 3. a 6. řadě)     |
| Adam LaVorgna       | Robbie Palmer (5.–7. řada, jako host ve 4. řadě)           |
| Nikolas Brino       | Sam Camden (6.–11. řada, ve 3.–5. řadě jako host)          |
| Lorenzo Brino       | David Camden (6.–11. řada, ve 3.–5. řadě jako host)        |
| Geoff Stults        | Ben Kinkirk (7. řada, v 6., 9. a 11. řadě jako host)       |
| George Stults       | Kevin Kinkirk (7.–11. řada, v 6. řadě jako host)           |
| Ashlee Simpson      | Cecilia Smithová (7.–8. řada)                              |
| Rachel Blanchard    | Roxanne Richardsonová (7.–8. řada)                         |
| Jeremy London       | Chandler Hampton (8. řada, jako host v 7. řadě)            |
| Scotty Leavenworth  | Peter Petrowski (8. řada, jako host v 7., 9. a 10. řadě)   |
| Tyler Hoechlin      | Martin Brewer (8.–11. řada)                                |
| Sarah Thompson      | Rose Taylorová (10. řada, jako host v 9. řadě)             |
| Haylie Duff         | Sandy Jamesonová (10.–11. řada)                            |
| Megan Henning       | Meredith Daviesová (10. řada, jako host v 9. řadě)         |

## Vysílání
| Řada | Díly | Premiéra v USA | Premiéra v USA  | Premiéra v ČR      | Premiéra v ČR      | Stanice v USA |
| Řada | Díly | První díl      | Poslední díl    | První díl          | Poslední díl       | Stanice v USA |
| ---- | ---- | -------------- | --------------- | ------------------ | ------------------ | ------------- |
| 1    | 22   | 26. srpna 1996 | 19. května 1997 | 12. října 1997     | 7. února 1998      | The WB        |
| 2    | 22   | 15. září 1997  | 11. května 1998 | 28. srpna 2006     | 26. září 2006      | The WB        |
| 3    | 22   | 21. září 1998  | 24. května 1999 | 27. září 2006      | 27. října 2006     | The WB        |
| 4    | 22   | 20. září 1999  | 22. května 2000 | 30. října 2006     | 29. listopadu 2006 | The WB        |
| 5    | 22   | 2. října 2000  | 21. května 2001 | 30. listopadu 2006 | 9. července 2008   | The WB        |
| 6    | 22   | 24. září 2001  | 20. května 2002 | 10. července 2008  | 8. srpna 2008      | The WB        |
| 7    | 22   | 16. září 2002  | 19. května 2003 | 11. srpna 2008     | 9. září 2008       | The WB        |
| 8    | 23   | 15. září 2003  | 17. května 2004 | 10. září 2008      | 10. října 2008     | The WB        |
| 9    | 22   | 13. září 2004  | 23. května 2005 | 13. října 2008     | 12. listopadu 2008 | The WB        |
| 10   | 22   | 19. září 2005  | 8. května 2006  | 13. listopadu 2008 | 15. prosince 2008  | The WB        |
| 11   | 22   | 25. září 2006  | 13. května 2007 | 16. prosince 2008  | 28. ledna 2009     | The CW        |

## Přijetí
Americká Parents Television Council (Rodičovská rada pro televizní vysílání) pravidelně uváděla Sedmé nebe mezi nejlepšími seriály vhodnými pro rodinu.
Na stanici The WB se v letech 1998–2006 jednalo o nejsledovanější seriál, každý díl sledovalo v průměru 5,2–7,6 milionů diváků. Po zrušení kanálu v roce 2006 a vzniku nové stanice The CW sledovanost poslední řady Sedmého nebe poklesla na průměr 3,3 milionu diváků.
Seriál byl v roce 1997 nominován na cenu Emmy v kategorii Nejlepší výprava. Kromě toho získal v průběhu let 19 různých cen.